# McGill (Nevada)
McGill – jednostka osadnicza w Stanach Zjednoczonych, w stanie Nevada, w hrabstwie White Pine.